# Lista siturilor arheologice din județul Tulcea - E
Lista siturilor arheologice din județul Tulcea - E conține toate siturile arheologice din județul Tulcea înscrise în Repertoriul Arheologic Național (RAN) și aflate în localități al căror nume începe cu litera E. RAN este administrat de Ministerul Culturii și Patrimoniului Național și cuprinde date științifice, cartografice, topografice, imagini și planuri, precum și orice alte informații privitoare la zonele cu potențial arheologic, studiate sau nu, încă existente sau dispărute.
Puteți căuta un sit din localitățile care încep cu litera E folosind formularul de mai jos sau puteți naviga prin toate siturile din județ la Lista siturilor arheologice din județul Tulcea.
| Cod RAN                                   | Denumire | Localitate                    | Adresă                    | Datare                                           | Descoperit | Coordonate                                    | Imagine           | Erori            |
| ----------------------------------------- | --- | ----------------------------- | ------------------------- | ------------------------------------------------ | ---------- | --------------------------------------------- | ----------------- | ---------------- |
| 161197.01.01 (Cod LMI: TL-I-m-B-05780.07) | Situl arheologic de la Enisala -"Palanca" / ansamblu anonim (Categorie: locuire civilă) (Tip: așezare)                               | sat Enisala, comuna Sarichioi | Palanca                   | Hamangia                                         | 1979       | 44°53′00″N 28°49′00″E / 44.88334°N 28.81667°E | Încărcați imagine | Raportați eroare |
| 161197.01.02 (Cod LMI: TL-I-m-B-05780.06) | Situl arheologic de la Enisala -"Palanca" / ansamblu anonim (Categorie: locuire civilă) (Tip: așezare)                               | sat Enisala, comuna Sarichioi | Palanca                   | Babadag                                          | 1979       | 44°53′00″N 28°49′00″E / 44.88334°N 28.81667°E | Încărcați imagine | Raportați eroare |
| 161197.01.03 (Cod LMI: TL-I-m-B-05780.05) | Situl arheologic de la Enisala -"Palanca" / ansamblu anonim (Categorie: locuire civilă) (Tip: așezare)                               | sat Enisala, comuna Sarichioi | Palanca                   | geto-dacică sec. IV - II a. Chr.                 | 1979       | 44°53′00″N 28°49′00″E / 44.88334°N 28.81667°E | Încărcați imagine | Raportați eroare |
| 161197.01.04 (Cod LMI: TL-I-m-B-05780.04) | Situl arheologic de la Enisala -"Palanca" / ansamblu anonim (Categorie: locuire civilă) (Tip: așezare)                               | sat Enisala, comuna Sarichioi | Palanca                   |                                                  | 1979       | 44°53′00″N 28°49′00″E / 44.88334°N 28.81667°E | Încărcați imagine | Raportați eroare |
| 161197.01.05 (Cod LMI: TL-I-m-B-05780.03) | Situl arheologic de la Enisala -"Palanca" / ansamblu anonim (Categorie: locuire civilă) (Tip: așezare)                               | sat Enisala, comuna Sarichioi | Palanca                   | sec. X - XI                                      | 1979       | 44°53′00″N 28°49′00″E / 44.88334°N 28.81667°E | Încărcați imagine | Raportați eroare |
| 161197.01.06                              | Situl arheologic de la Enisala -"Palanca" / ansamblu anonim (Categorie: locuire civilă) (Tip: așezare)                               | sat Enisala, comuna Sarichioi | Palanca                   | sec. XIV - XV                                    | 1979       | 44°53′00″N 28°49′00″E / 44.88334°N 28.81667°E | Încărcați imagine | Raportați eroare |
| 161197.01.07 (Cod LMI: TL-I-s-B-05780)    | Situl arheologic de la Enisala -"Palanca" / ansamblu anonim (Categorie: locuire civilă) (Tip: necropola)                             | sat Enisala, comuna Sarichioi | Palanca                   | sec. XIII - XIV                                  | 1979       | 44°53′00″N 28°49′00″E / 44.88334°N 28.81667°E | Încărcați imagine | Raportați eroare |
| 161197.02.01 (Cod LMI: TL-I-s-B-05781)    | Cetatea romano-bizantină de la Enisala - "Peștera" / ansamblu anonim (Categorie: locuire civilă) (Tip: Cetate)                       | sat Enisala, comuna Sarichioi | Peștera                   | sec. IV - VII                                    |            | 44°53′07″N 28°49′07″E / 44.88528°N 28.81851°E | Încărcați imagine | Raportați eroare |
| 161197.02.02 (Cod LMI: TL-I-s-B-05781)    | Cetatea romano-bizantină de la Enisala - "Peștera" / ansamblu anonim (Categorie: locuire civilă) (Tip: necropola)                    | sat Enisala, comuna Sarichioi | Peștera                   | romano-bizantină sec. IV - VI                    |            | 44°53′07″N 28°49′07″E / 44.88528°N 28.81851°E | Încărcați imagine | Raportați eroare |
| 161197.03.01 (Cod LMI: TL-I-s-B-05782)    | Situl arheologic de la Enisala - "Vatra satului" / ansamblu anonim (Categorie: locuire civilă) (Tip: Așezare rurală)                 | sat Enisala, comuna Sarichioi | Vatra satului             | sec. I - IV                                      | 1977       |                                               | Încărcați imagine | Raportați eroare |
| 161197.03.02 (Cod LMI: TL-I-s-B-05782)    | Situl arheologic de la Enisala - "Vatra satului" / ansamblu anonim (Categorie: locuire civilă) (Tip: neprecizat)                     | sat Enisala, comuna Sarichioi | Vatra satului             | sec. X - XII, XVII                               | 1977       |                                               | Încărcați imagine | Raportați eroare |
| 161197.04.01 (Cod LMI: TL-I-s-B-05783)    | Cetatea medievală de la Enisala - partea de S a localității / ansamblu anonim (Categorie: locuire civilă) (Tip: așezare fortificată) | sat Enisala, comuna Sarichioi | partea de S a localității | sec. XV - XVII                                   |            |                                               | Încărcați imagine | Raportați eroare |
| 161197.04.02 (Cod LMI: TL-I-s-B-05783)    | Cetatea medievală de la Enisala - partea de S a localității / ansamblu anonim (Categorie: locuire civilă) (Tip: Necropolă)           | sat Enisala, comuna Sarichioi | partea de S a localității | sec. XV - XVII                                   |            |                                               | Încărcați imagine | Raportați eroare |
| 161197.05.01 (Cod LMI: TL-I-m-B-05784.05) | Situl arheologic de la Enisala - "La Biserică" / ansamblu anonim (Categorie: locuire civilă) (Tip: așezare)                          | sat Enisala, comuna Sarichioi | La Biserică               |                                                  | 1964       |                                               | Încărcați imagine | Raportați eroare |
| 161197.05.02 (Cod LMI: TL-I-m-B-05784.04) | Situl arheologic de la Enisala - "La Biserică" / ansamblu anonim (Categorie: locuire civilă) (Tip: așezare)                          | sat Enisala, comuna Sarichioi | La Biserică               | geto-dacică sec. VI - V a. Chr. - sec. I p. Chr. | 1964       |                                               | Încărcați imagine | Raportați eroare |
| 161197.05.03 (Cod LMI: TL-I-m-B-05784.02) | Situl arheologic de la Enisala - "La Biserică" / ansamblu anonim (Categorie: locuire civilă) (Tip: așezare)                          | sat Enisala, comuna Sarichioi | La Biserică               | sec. VIII - IX                                   | 1964       |                                               | Încărcați imagine | Raportați eroare |
| 161197.05.04 (Cod LMI: TL-I-m-B-05784.03) | Situl arheologic de la Enisala - "La Biserică" / ansamblu anonim (Categorie: locuire civilă) (Tip: Necropolă)                        | sat Enisala, comuna Sarichioi | La Biserică               | sec. II - III                                    | 1964       |                                               | Încărcați imagine | Raportați eroare |
| 161197.05.05 (Cod LMI: TL-I-m-B-05784.01) | Situl arheologic de la Enisala - "La Biserică" / ansamblu anonim (Categorie: locuire civilă) (Tip: Necropolă)                        | sat Enisala, comuna Sarichioi | La Biserică               |                                                  | 1964       |                                               | Încărcați imagine | Raportați eroare |
| 161197.06.01 (Cod LMI: TL-I-m-A-05785.02) | Situl arheologic de la Enisala - "Dealul Cetății Heracleea" / ansamblu anonim (Categorie: locuire civilă) (Tip: așezare)             | sat Enisala, comuna Sarichioi | Dealul Cetății Heracleea  |                                                  |            | 44°53′02″N 28°50′07″E / 44.88389°N 28.8353°E  | Încărcați imagine | Raportați eroare |
| 161197.06.02 (Cod LMI: TL-I-m-A-05785.01) | Situl arheologic de la Enisala - "Dealul Cetății Heracleea" / ansamblu anonim (Categorie: locuire civilă) (Tip: Cetate)              | sat Enisala, comuna Sarichioi | Dealul Cetății Heracleea  | sec. XIII - XIV                                  |            | 44°53′02″N 28°50′07″E / 44.88389°N 28.8353°E  | Încărcați imagine | Raportați eroare |
| 161197.07.01 (Cod LMI: TL-I-s-B-05786)    | Necropola Latene de la Enisala - "Valea Netului" / ansamblu anonim (Categorie: descoperire funerară) (Tip: Necropolă)                | sat Enisala, comuna Sarichioi | Valea Netului             | geto-dacică sec. V - IV a. Chr.                  |            |                                               | Încărcați imagine | Raportați eroare |
| 161197.08.01                              | Fortificația romano-bizantină de la Enisala / ansamblu anonim (Categorie: construcție defensivă) (Tip: Fortificație)                 | sat Enisala, comuna Sarichioi |                           | romano-bizantină sec. IV-VI                      |            |                                               | Încărcați imagine | Raportați eroare |
| 161197.09                                 | Depozitul hallstattian de la Enisala -Șantarla / ansamblu anonim (Categorie: depozit/tezaur)                                         | sat Enisala, comuna Sarichioi | Șantarla                  |                                                  | 1962       |                                               | Încărcați imagine | Raportați eroare |
| 161197.10                                 | Descoperiri monetare de la Enisala- Cetatea Peștera (Categorie: descoperiri izolate de artefacte) (Tip: descoperire izolată)         | sat Enisala, comuna Sarichioi | Cetatea Peștera           |                                                  |            |                                               | Încărcați imagine | Raportați eroare |
| 161197.11.01                              | Așezarea romană de la Enisala / ansamblu anonim (Categorie: așezare) (Tip: Așezare)                                                  | sat Enisala, comuna Sarichioi |                           | romană                                           |            |                                               | Încărcați imagine | Raportați eroare |